# Jewgienij Ektow
Jewgienij Aleksandrowicz Ektow (ros. Евгений Александрович Эктов; ur. 1 września 1986 w Pietropawłowsku) – kazachski lekkoatleta specjalizujący się w trójskoku.
Pierwszy sukces odniósł w 2006 kiedy zdobył brązowy medal halowych mistrzostw Azji. W 2009 był szósty na uniwersjadzie, odpadł w eliminacjach mistrzostw świata oraz zdobył brązowy medal mistrzostw Azji. W 2010 był drugi na igrzyskach azjatyckich, a w 2011 został mistrzem Azji i brązowym medalistą uniwersjady. Ma w dorobku medale halowych igrzysk azjatyckich. Podczas igrzysk olimpijskich w Londynie (2012) zajął 19. miejsce w eliminacjach i nie awansował do finału. Wielokrotny medalista mistrzostw Kazachstanu.
Jego żoną jest Irina Ektowa, kazachska lekkoatletka specjalizująca się w trójskoku.
Rekordy życiowe: stadion – 17,22 (30 czerwca 2012, Ałmaty); hala – 16,55 (31 stycznia 2016, Ust-Kamienogorsk).